# El Haitiano
El Haitiano, es uno de los personajes secundarios de la serie de ciencia ficción Héroes, creada por Tim Kring, cuyas principales características son la temática original de la relación entre varias personas con habilidades especiales que se unen para proteger al mundo. La serie va por su cuarta y última temporada.

## Perfil
El Haitiano es un personaje ficticio de la serie Héroes, Jimmy Jean-Louis es el encargado de darle vida al Haitiano en la primera, segunda, tercera y cuarta temporada. El Haitiano tiene la capacidad de manipular la mente de las personas en al menos tres formas diferentes: Anular los poderes de los humanos evolucionados cercanos a él, borrar los recuerdos de la gente por medio de contacto físico y dejar inconsciente a alguien poniendo su mano en su frente.

### Génesis
El Haitiano es reclutado por La Compañía, cuando descubre sus habilidades, creen que es mudo y por eso lo utilizan para diversos fines, pero principalmente para los secuestros. El Haitiano es mandado a ser el compañero de Noah Bennet, borrándole la memoria a su esposa Sandra, varias veces.
Al crecer, El Haitiano controla mejor sus habilidades, es mandado para secuestrar a varias personas con habilidades especiales, como Eden McCain(a la cual no le borra la memoria, sino que anula su poder de persuadir para que Bennet pueda convencerla de trabajar con ellos) , Matt Parkman y Nathan Petrelli (este escapa volando). Sus habilidades son usadas para evitar que la víctima escape y luego, cuando la misma es liberada, borrarle la memoria, evitando que recuerde algo del incidente.
Aparentemente, su lealtad está con Noah, sin embargo, cuando la familia de este es secuestrada, El Haitiano afirma que tienen que seguir órdenes de personas superiores a Bennet. En este caso resulta ser Angela Petrelli, quien manda al Haitiano para la operación Claire, esto incluye no borrarle la memoria y llevarla lejos de New York, antes de la explosión de la bomba.

### Generaciones
El Haitiano regresa a La Compañía, al mando de Bob Bishop, quien le ordena que se encargue de inhabilitar los poderes de Peter Petrelli, una vez que este es capturado. Tras la fuga de este junto con Adam Monroe, El Haitiano y Elle Bishop son mandados ha capturarlos. El Haitiano sigue a Peter, cuando este se separa de Adam. Peter llega a los muelles de nuevayork , donde es alcanzado por El Haitiano, quien lo esposa en una caja de carga, le borra su memoria, le deja su collar de la Hélice y le deja una caja en la que se encuentran documentos para que pueda empezar una nueva vida (en lugar de atraparlo regresa un favor a Angela, quien lo ayudó en el pasado) enviándolo a Irlanda.
Luego de cuatro meses, es atacado por el virus Shanti, pero es salvado por Mohinder Suresh. Luego de curarse, escapa de Haití, para encontrarse con Bennet, con quien planean destruir a La Compañía. Ayuda a Bennet a recuperar las pinturas de Isaac Méndez.

### Villanos
En una nueva misión para La Compañía, es el encargado de recoger una parte de la fórmula perteneciente a Ángela Petrelli, misión que fue estropeada por Hiro Nakamura al golpearlo y de esta forma que Daphne Millbrook recupere sus poderes y pueda robar la segunda parte de la fórmula.
Luego de que su hermano baron samedi escapara con otros criminales. el haitiano es separado de Noah por Angela ya que esta última quería rehabilitar a Sylar, así que el haitiano va a detener a su hermano, quien había utilizado sus poderes para atemorizar gente y engañarlos, el haitiano allí se topa con Nathan y Peter quienes lo querían para una misión, sin embargo el haitiano se niega afirmando que es imposible porque necesita detener a Samedi, luego de que Nathan fuera capturado por Samedi, el haitiano y Peter se aprovechan el eclipse sabiendo muy bien que Samedi ha perdido sus poderes y lo encadenan, sin embargo los seguidores de Samedi los encuentran y el Haitiano recupera sus habilidades, baron samedi es detenido el haitiano viaja a Estados Unidos con Peter, ya que Nathan había escapado. 
Más tarde en New York, el haitiano le explica a Peter que no podrá bloquear los poderes de Arthur por mucho tiempo sin que colapse, Peter le dice que lo entiende y una vez que estos llegan con Arthur, peter no deja de insultar a Arthur, perdiendo todo el valioso tiempo que tenía, Arthur le corta a Peter la mejilla y Sylar aparece para matar a Arthur, luego de esto peter manda al haitiano por sylar.
En Villains descubrimos que él intervino en el asesinato de Arthur Petrelli, en compañía de Angela Petrelli.

## Futuro alterno

### Génesis
En el futuro mostrado en "Cinco Años Perdidos" (Five Years Gone), Nathan es elegido presidente de los Estados Unidos; sin embargo, resulta ser Sylar, utilizando la habilidad de Candice Wilmer (lo que significa que mató a Nathan y Candice). El Haitiano sirve en el cuerpo de seguridad del presidente, al mando de Matt Parkman, quien lo usa para anular los poderes de las personas con habilidades. Sin embargo, El Haitiano es asesinado por Mohinder, quien le inyecta un veneno que iba a ser utilizado contra Hiro Nakamura, Mohinder lo mata para dejar escapar a Hiro y así devolverse en el tiempo para poder evitar ese futuro tan desastroso. Después de su muerte, Peter y Hiro del futuro pueden utilizar sus poderes para salvar a Hiro.

### Villanos
El haitiano trabaja para Pinehearts en compañía de Claire, Daphne y Knox, este incluso trata de atrapar a peter con todos ellos y a su versión del pasado, aparece como siempre de actitud seria y callada.

## Lealtad
La lealtad del Haitiano es bastante contradictoria, ya que es un agente bastante fiel de La Compañía, bajo las órdenes de Bishop, sin embargo luego de ser curado del virus, se une con Bennet y Mohinder para destruirla.
Es leal a Noah, sin embargo desobedece sus órdenes en cuanto a borrarle la memoria a Claire, ya que seguía las órdenes de Angela Petrelli.
Puede ser considerado un agente doble. Se puede notar también que siente aprecio y respeto por Peter ya que él fue quien informó a Peter de la muerte de Nathan por parte de Sylar y también dejó que absorbiera su habilidad para detener a Sylar y hacer que su hermano vuelva a tomar el control del cuerpo
- Datos: Q440753